# Interstyl

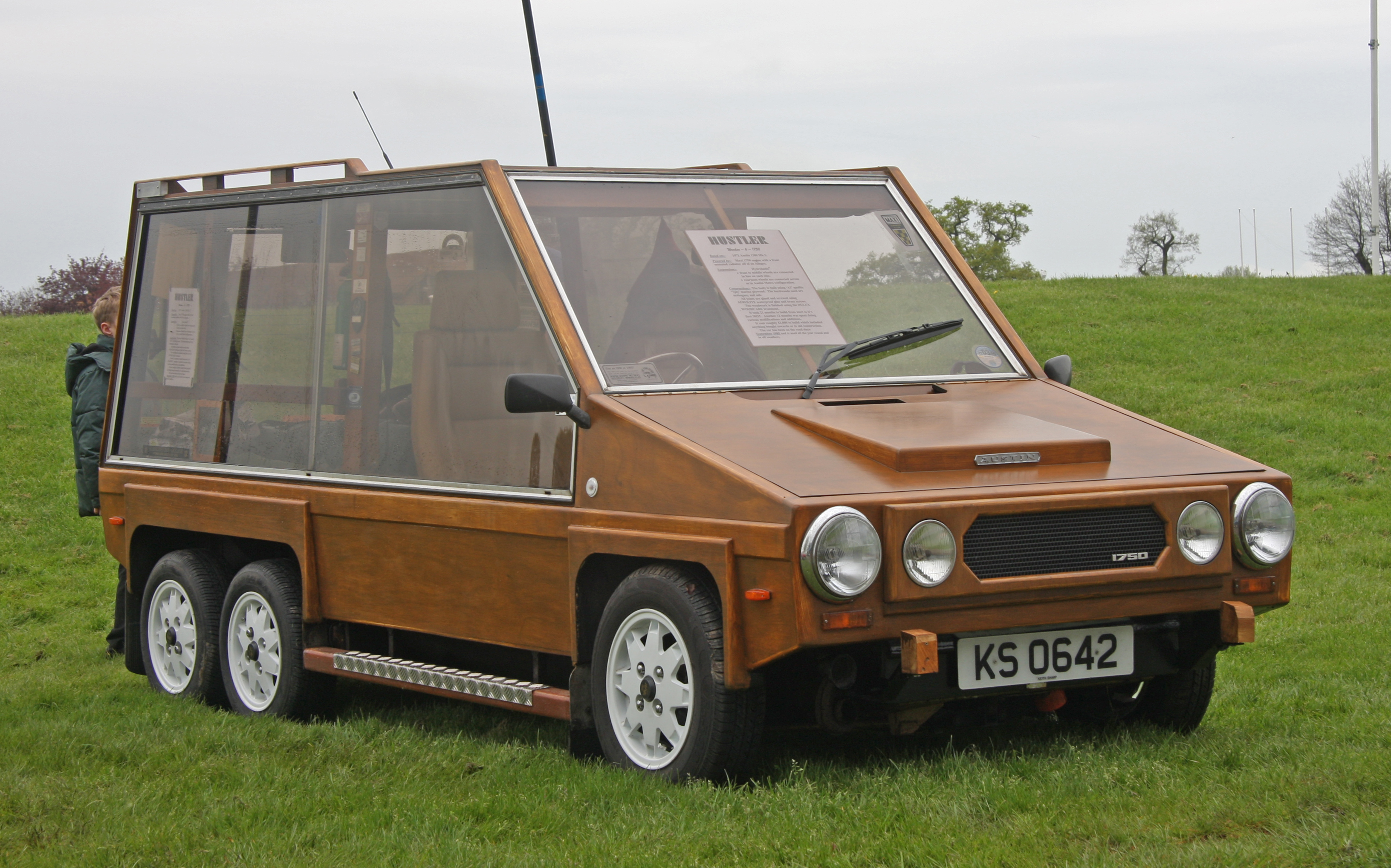
Hustler mit sechs Rädern

Interstyl war ein britisches Designbüro und Hersteller von Automobilen.

## Unternehmensgeschichte
Der Designer William Towns gründete 1974 das Unternehmen in Compton Verney in der Grafschaft Warwickshire. Er begann mit der Entwicklung und Produktion von Automobilen. Der Markenname lautete u. a. Interstyl. 1989 endete die Produktion. Insgesamt entstanden über 350 Exemplare.

## Fahrzeuge
Das erfolgreichste Produkt war ein Kit Car, das 1979 entworfen und zwischen 1980 und 1989 unter dem Markennamen Hustler angeboten wurde.
1978 entstand der Astra. Dies war ein Kleinwagen. Ein quer eingebauter Vierzylindermotor vom Mini trieb das Fahrzeug an. Das Fahrzeug blieb ein Prototyp.
1985 stellte Interstyl den Black Prince als Einzelstück her. Dies war eine Nachbildung des Invicta Black Prince. Das Fahrgestell vom Reliant Kitten bildete die Basis. Es gab eine Verbindung zu Invicta Cars aus Plymouth.
1986 erschien der Tracer. Dies war ein offener Zweisitzer, der ein Prototyp blieb.
Von Pizazz bzw. Pizzazz entstanden zwischen 1986 und 1987 drei Exemplare. Es handelte sich um Anbauteile für den Peugeot 205.